# Jardí de rector

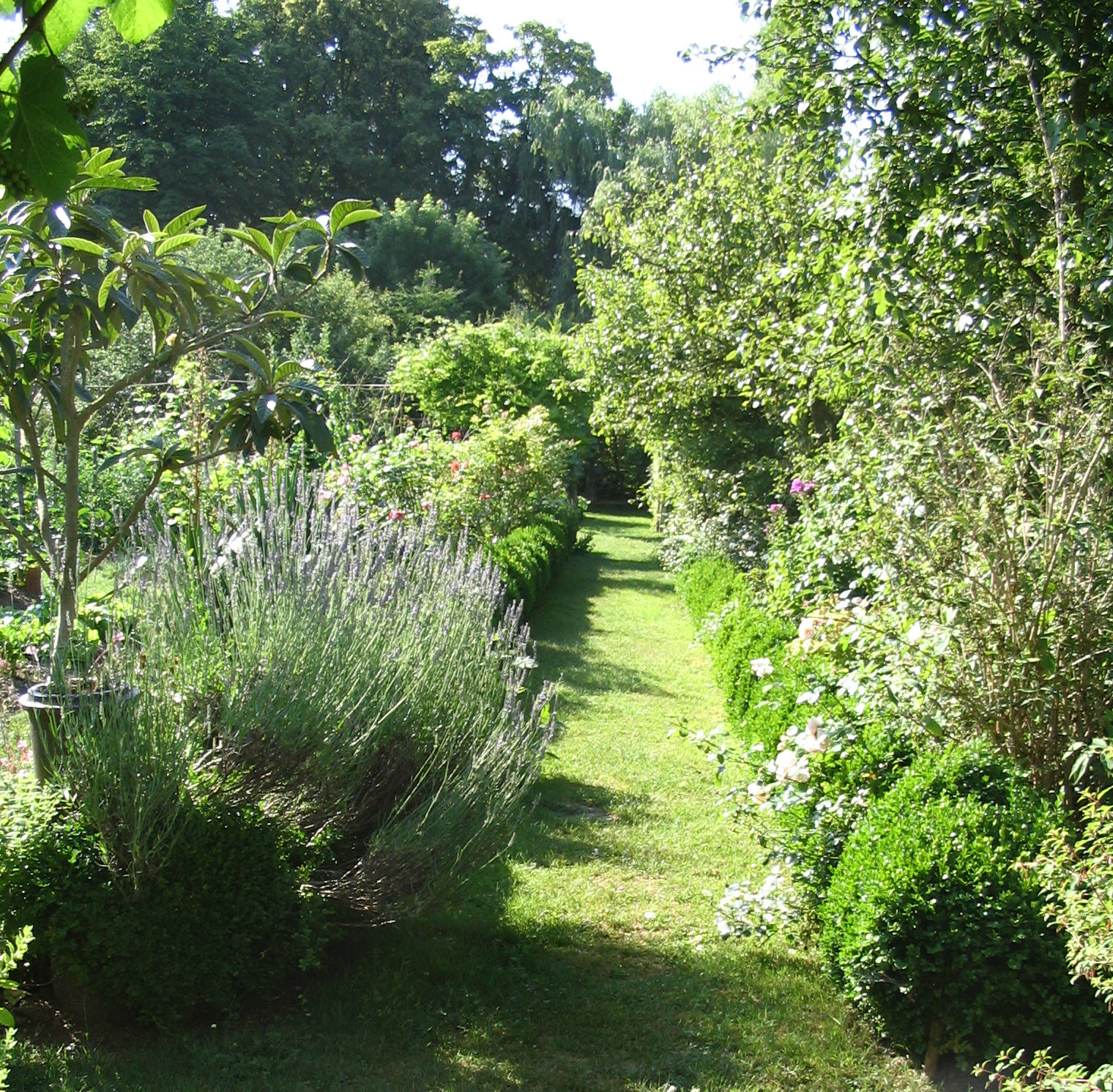
Jardí del Priorat de La Ferté Loupière, Yonne

Un jardí de rector era un jardí tancat prop de l'església i del presbiteri, amb vocació abans de tot utilitari. Aquest jardí que podia ser el d'un rector, d'un bisbe o d'una  congregació religiosa tenia per objectiu ocupar-se de la subsistència d'algunes persones subministrant  llegums i  fruites, és, doncs, en si un jardí d'hort, però també de  flors, per guarnir l'altar, i posseïa també una vinya per al vi de missa, així com algunes  plantes medecinals.
Ha esdevingut un estil de jardí del que la primera característica és barrejar les flors i els llegums, i una gran varietat de plantes senzilles, tradicionals, no sofisticades, com les  plantes condimentàries. Distribuït en quadrats, més o menys rigorosos, és suavitzat per la barreja de les plantes  perennes i  anuals. No s'hi troben  gespes, tret d'algun cop a manera de passeigs, delimitats per rivets vegetals. S'oposa a una evolució que ha conduït generalment a la separació total de l'hort del jardí d'esbarjo, relegant-lo a una cantonada allunyada, amagat sovint darrere una tanca.
La seva varietat en fa un lloc agradable pel descans i la meditació. Es compon sovint de quatre parterres quadrats enmig dels quals s'hi troba un pou, o una bassa que atreu els ocells.